# Парик, Хейно Хансович
Хе́йно Ха́нсович Па́рик (эст. Heino Parik; 1929–2015) — советский и эстонский работник сельского хозяйства, Герой Социалистического Труда, директор опорно-показательного совхоза «Тарту» имени 50-летия СССР.

## Биография
Родился 16 апреля 1929 года в исторической области Сакала, ныне Эстонии.
Занимался общественной деятельностью, был депутатом Верховного Совета СССР 11-го созыва.
В настоящее время проживает в Эстонии.

## Награды
- Герой Социалистического Труда (1987).
- Награждён орденами Ленина (1981, 1987), Трудового Красного Знамени (1973), а также другими наградами СССР и Эстонии.
- Лауреат Государственной премии СССР в области науки и техники (1975) — за разработку и внедрение прогрессивной технологии в мясном и молочном животноводстве на примере Эстонской ССР.